# بصمة طيفية

طيف السماء الزرقاء

البصمة الطيفية  هي سمة مميزة للمادة تصف مقدار الانعكاسية أو الانبعاثية لمادة ما بالنسبة إلى أطوال الموجة.
تفيد معرفة البصمة الطيفية في معرفة تركيب الغلاف الجوي للنجوم.
التوقيع الطيفي هو تغير انعكاس أو انبعاث مادة ما بالنسبة للأطوال الموجية (أي الانعكاس/الانبعاث كدالة لطول الموجة).[1] يشير التوقيع الطيفي للنجوم إلى تكوين الغلاف الجوي للنجوم. التوقيع الطيفي لجسم ما هو دالة لطول الموجة الكهرومغناطيسية العرضية وتفاعل المادة مع ذلك الجزء من الطيف الكهرومغناطيسي.
يمكن إجراء القياسات باستخدام أدوات مختلفة، بما في ذلك مطياف خاص بالمهمة، على الرغم من أن الطريقة الأكثر شيوعًا هي فصل الجزء الأحمر والأخضر والأزرق والأشعة تحت الحمراء القريبة من الطيف الكهرومغناطيسي كما تم التقاطه بواسطة الكاميرات الرقمية. يتم جمع التوقيعات الطيفية المعايرة تحت إضاءة محددة من أجل تطبيق تصحيح على الصور الرقمية المحمولة جواً أو صور الأقمار الصناعية.
ينظر مستخدم أحد أنواع أجهزة المطياف من خلاله إلى أنبوب من الغاز المؤين. يرى المستخدم خطوطًا محددة من اللون تسقط على مقياس متدرج. سيكون لكل مادة نمطها الفريد من الخطوط الطيفية.
تعالج أغلب تطبيقات الاستشعار عن بعد الصور الرقمية لاستخراج التوقيعات الطيفية لكل بكسل واستخدامها لتقسيم الصورة إلى مجموعات من البكسلات المتشابهة (التجزئة) باستخدام طرق مختلفة. وكخطوة أخيرة، يقومون بتعيين فئة لكل مجموعة (تصنيف) من خلال المقارنة بالتوقيعات الطيفية المعروفة. واعتمادًا على دقة البكسل، يمكن للبكسل أن يمثل العديد من التوقيعات الطيفية "المختلطة" معًا - وهذا هو السبب في إجراء الكثير من تحليلات الاستشعار عن بعد "لفصل الخلطات". في النهاية، يؤدي المطابقة الصحيحة للتوقيع الطيفي المسجل بواسطة بكسل الصورة مع التوقيع الطيفي للعناصر الموجودة إلى تصنيف دقيق في الاستشعار عن بعد.